# Leptopelis vermiculatus
Leptopelis vermiculatus és una espècie de granota de la família dels hiperòlids que viu a Tanzània.